# 戚嘉林
戚嘉林（1951年—），生於台灣，籍貫湖北沔陽，曾任外交官，退休後從事教學，現為國際關係與歷史學者，專長於國際關係與台灣研究，現為世新大學國際關係兼任助理教授、中國統一聯盟主席、台灣抗日志士親屬協進會顧問、《祖國文摘》發行人。

## 生平
戚嘉林畢業於輔仁大學商學系，中國文化大學經濟研究所碩士，南非比勒陀利亞大學國際關係學博士。中華民國外交領事人員特考及格，曾於阿根廷、新加坡與南非等地駐外館處任職外交官。退休後以業餘史學愛好者身分從事教職，在世新大學通識教育中心教授台灣史。2007年8月，戚嘉林出版《台灣史》一書，書中帶有強烈的中國民族主義，認為中華民國前總統李登輝阻礙了中國統一，並懷疑他可能是日本警官的後代而非李金龍之子。
2010年9月18日，戚嘉林參與中華民國教育部在高雄中學舉行的「普通高級中學歷史科課程綱要(草案)公聽會」，在會中登記發言，反對台灣主體性，主張將中國民族主義納入教科書。
2012年8月11日，戚嘉林參與兩岸和平發展論壇在台北市舉辦的「當前亞太形勢下的兩岸關係和平發展」研討會，在會中提出報告〈南海問題升高的原因及其影響〉，以歷史及法理依據，支持中華人民共和國擁有南沙群島的主權，並認為中華人民共和國堅決捍衛黃岩島主權的強硬姿態可以有效遏止台灣分離主義的發展；全文刊載於《中國評論》月刊2012年9月號。
2013年3月，戚嘉林參與海峽兩岸關係研究中心在福建平潭舉辦的第11屆兩岸關係研討會，主張推動國族認同應與兩岸政治對話互利融合同步，應在台灣推動中國民族主義，讓台灣人認同自己是中國人，以利中國統一。
2013年4月，由監察委員周陽山與李炳南提出的228事件史料調查報告中，引述戚嘉林發言，記錄李登輝為日本人私生子、且曾加入中國共產黨。《中國時報》據此報導，引起爭議；《中國時報》也同時報導了戚嘉林的回應，戚認為，他在訪談中是用疑問句口氣，非肯定句，是記錄人員疏失造成誤會。學者陳芳明引述李登輝本人的澄清，認為他只加入讀書會、未正式加入中國共產黨，對戚嘉林的研究可靠性表示質疑；李登輝本人接受訪問時，也否認戚嘉林的說法；李登輝辦公室主任王燕軍則以「滑稽」形容這份報告，認為完全不值得回應。2013年8月6日，監察委員錢林慧君向李炳南轉達李登輝的女兒李安妮的陳情，周陽山與李炳南決定將學者發言從報告中略除；2013年8月25日，李炳南說，當初調查案本身與李登輝身世本來就沒有直接關係，但顯然已對李登輝及其家屬構成嚴重影響，因此他們決定修正，未來官方報告版本將不再包含這些文字。
2013年5月28日，戚嘉林說，台灣歷經漢族與台灣原住民「四百年融合、四百年血脈」，已內化為血脈同源的中國人，是現狀也是現在進行式；台獨人士大多是漢族的後代，他們的祖先之所以能來台灣墾殖，實受惠於明鄭與清朝等漢族政權；台獨論述卻將這些漢族政權蔑稱為「外來政權」，罔顧台灣社會現實，最終只能自陷於「外來政權」的認同矛盾而無法自拔。
2013年7月22日，戚嘉林說，近一、二十年來，分離主義的皇民化教育使台灣人民選擇性忘記台灣歷史：清朝修台灣入版圖後，台海兩岸「同屬一國」、「同屬一中」長達212年，台灣人民形塑建構並傳承「視中國為祖國」的國族認同；因此，1895年台灣割讓日本後，台灣人民先後以武裝和非武裝方式從事台灣抗日運動；日本統治台灣50年間，台灣先賢都視中國為祖國，這在日本殖民當局留下的許多機密檔案中斑斑可考；1945年8月15日日本投降，台灣全島「歡騰慶光復」表達「視中國為祖國」的國族認同；這些都是七、八十年前的台灣現代史，雖經二十年分離主義皇民化教育，仍無法抹煞。
2014年2月24日，戚嘉林說，228事件發生在日本投降離開台灣不到2年時，當時日本留下的是破敗的台灣；而且日本殖民政府在交還台灣前，惡意製造台灣大糧荒和超級通貨膨脹，讓台灣陷入絕境，在政治、經濟、文化各種社會矛盾激化之下導致228事件，日本才是228事件的元凶。他並認為是二二八事件是美國與日本聯手催化。
2014年9月8日，戚嘉林說，民主進步黨一向標榜民主並以「台灣有說話的自由」為傲，但一遇到統獨問題就立即無限上綱至敵我矛盾，全力圍剿「台灣前途從來不是台灣人決定的」、「台灣前途就是中華民國前途，而中華民國前途就應由全體中國人決定」、「台獨不可行」等語，「除了以祭出『台灣人民的對立面』和『台灣優先』等高階政治領域話語嚴厲抨擊，甚至還扯上『退休金』這樣的低階政治領域話語，意涵以退休金威懾之意」；而回顧歷史，當代的世界地圖是基於歷史理由及地緣政治理由而決定的，台灣可說是經典案例之一；60年來台海兩岸關係與時推移地走到今天的和平發展，現今兩岸都有意願用和平來解決統一爭端，這是歷史上的第一次，台灣應把握歷史機遇，揚棄冷戰敵我思維，致力於兩岸和平統一。
2014年10月26日，戚嘉林說，1945年10月25日，中國與日本在台灣台北市中山堂舉行“中國戰區台灣省受降典禮”，日本政府將台灣和澎湖歸還中國，「是時，全台民眾歡騰慶祝台灣回歸祖國，其原動力就是視中國為祖國的祖國意識；當時台灣人民強烈的祖國意識體現了台灣回歸祖國的正當性，所以參加『中國戰區台灣省受降典禮』的美國官員與日本前文武官員都理所當然地認為台灣屬於中國」；1946年春，台灣的日僑近30萬人及日軍16萬人被遣返日本，完成了台灣重返中國的作業程序；1946年8月，國民政府明訂以10月25日為台灣光復節。他說，就因為台灣光復節有上述這樣重大的劃時代歷史意義，李登輝與陳水扁執政實施分離主義政策時就推動“去光復節”運動，不但將“台灣光復”改稱為“終戰”，並且取消原為國定假日的台灣光復節；前者是在抽象意識上細雨無聲地修改定義，否定台灣光復，也就是否認台灣歸還中國的史實；後者則是廢除具體化的紀念日及其相關紀念儀式，使台灣光復的歷史意義神形俱滅，在國族記憶中斬草除根，使人們忘掉這段歷史，欲從根本上否定台灣歸還中國的歷史；恢復台灣光復節為國定假日，也就是恢復公權力的紀念儀式，使台灣光復的歷史意義神形俱復。
2016年11月6日，習洪會與兩岸經貿文化論壇順利在北京落幕後，戚嘉林表示：「對於兩岸分治應訂定落日條款，才能推動治理一體化的一國兩制」。
2018年2月24日，中國統一聯盟舉行新春團拜，戚嘉林表示：「我們呼籲蔡英文政府為天下蒼生計，順應歷史大勢，把握接受和平統一，一國兩制的成熟時機」。

## 著作
- 《台灣歷史真貌》：戚嘉林1983年初版
- 《台灣史》：戚嘉林1985年初版、戚嘉林1991年新增修版〔ISBN 9579700923（上冊、下冊）〕、戚嘉林1998年三版（ISBN 9579730466）
- 《台灣二二八大揭秘：日人陰謀發動使台灣陷於世紀糧荒的經濟戰》：海峽學術出版社2007年2月初版、海峽學術出版社2008年4月增訂一版，ISBN 9789867359865
- 《台灣史：江山如此多嬌》：海峽學術出版社2007年8月初版，ISBN 9789867359674
- 《中國崛起與台灣》：海峽學術出版社2009年5月初版，ISBN 9789866480089
- 《台灣六十年》：海峽學術出版社2009年9月初版，ISBN 9789866480102
- 《大陸台灣六十年》（與李成武合著）：海南出版社2009年12月第1版，ISBN 9787544331470
- 《台灣史》：海南出版社2011年1月第1版，ISBN 9787544335775
- 《台灣史》：戚嘉林2014年4月出版，ISBN 9789574312917